# Ménil-la-Tour
Pour l’article homonyme, voir Ménil.
Ménil-la-Tour est une commune française située dans le département de Meurthe-et-Moselle, en région Grand Est.

## Géographie

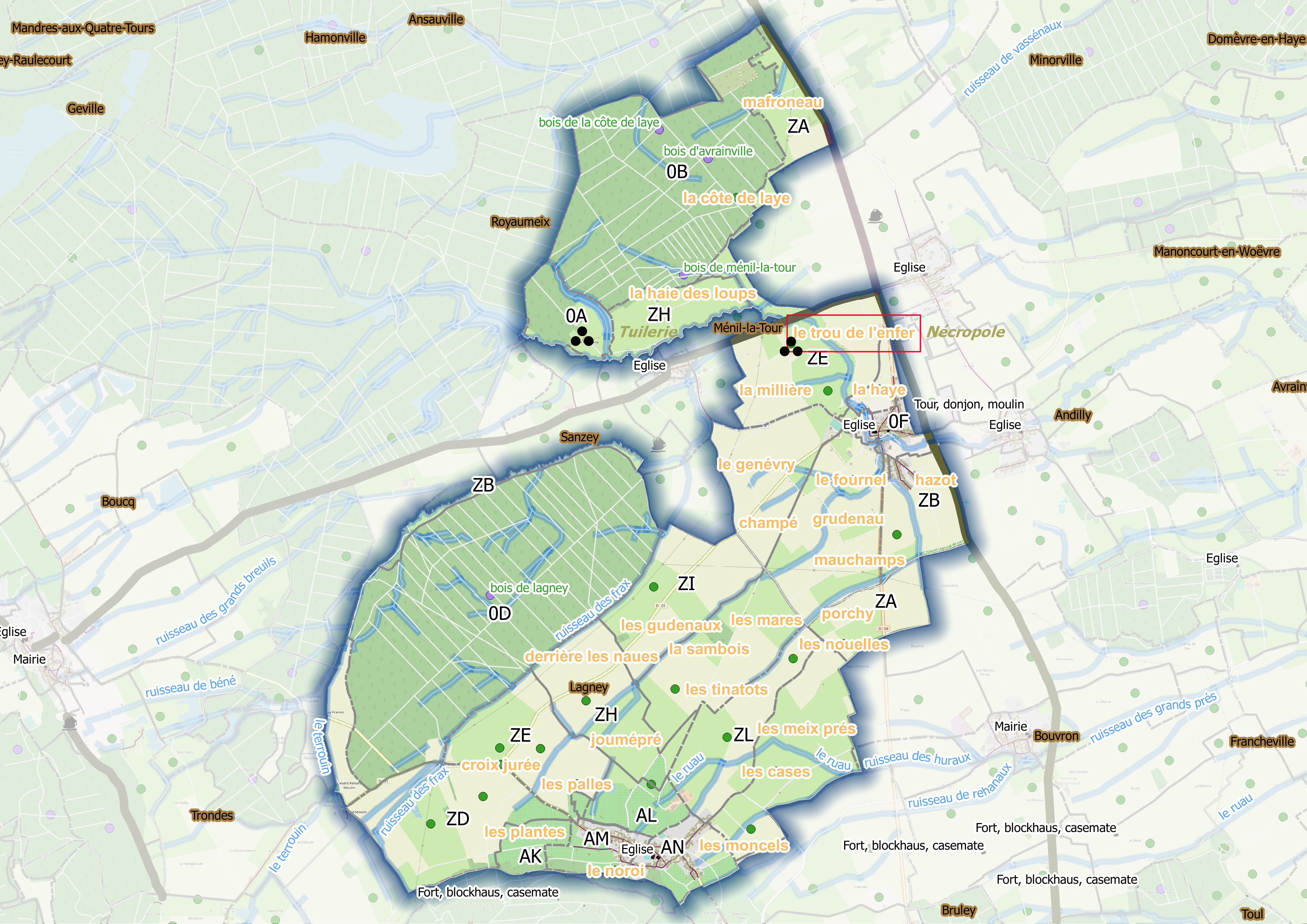
Fig. 1 Ménil-la-Tour (ban communal).

Le village est situé à l'est de la forêt de la Reine.Le domaine communal s’étend sur une forme complexe ; Il semble à la vue des cartes qu'une partie de cette forêt ait été amputée au profit de la commune de Ménil-la-Tour (Fig. 1.Mesnil -ban communal).
C'est justement sur une de ces parties de la commune de Ménil-la-Tour, près de l’Étang Colnait, que se situait une tuilerie exploitant au XVIIIe siècle les ressources en argile callovien de la contrée
D’après les données Corine land Cover, le ban communal de 888 hectares comprend en 2011, près de 60 % de terres arables et  de prairies, 38 % de forêt et seulement près de 1,5% de zones urbanisées.
Le territoire d'altitude moyenne de 225 m est arrosé par 4 cours d'eau : le Ruisseau de Mesnil-La-Tour sur 1,828 km; le Ruisseau de Woëvre sur 0,754 km ;  le Ruisseau de l’Étang Colnait sur 1,13 km et  le ruisseau de Mafroneau sur 1,187 km qui se jettent dans le Terrouin.
Le ban communal est aujourd’hui traversé par la route départementale 904 (ex-route nationale 404) à l'est du village, mais les chroniques archéologiques signalent un ancien chemin traversant la commune du nord au sud pour relier Toul à Pannes vers Bavay (parfois nommé chemin Brabant car ce dernier a fait partie de la Lotharingie).
Un moulin a fonctionné longtemps sur la commune.
| Royaumeix | Royaumeix     | Royaumeix |
| Royaumeix | Ménil-la-Tour | Andilly   |
| Sanzey    | Sanzey        | Bouvron   |

### Hydrographie

#### Réseau hydrographique
La commune est dans le bassin versant du Rhin au sein du bassin Rhin-Meuse. Elle est drainée par le ruisseau de l'Étang Colnait, le ruisseau de Mafroneau, le ruisseau de Menil-La-Tour, le ruisseau de Woevre et le Terrouin,.

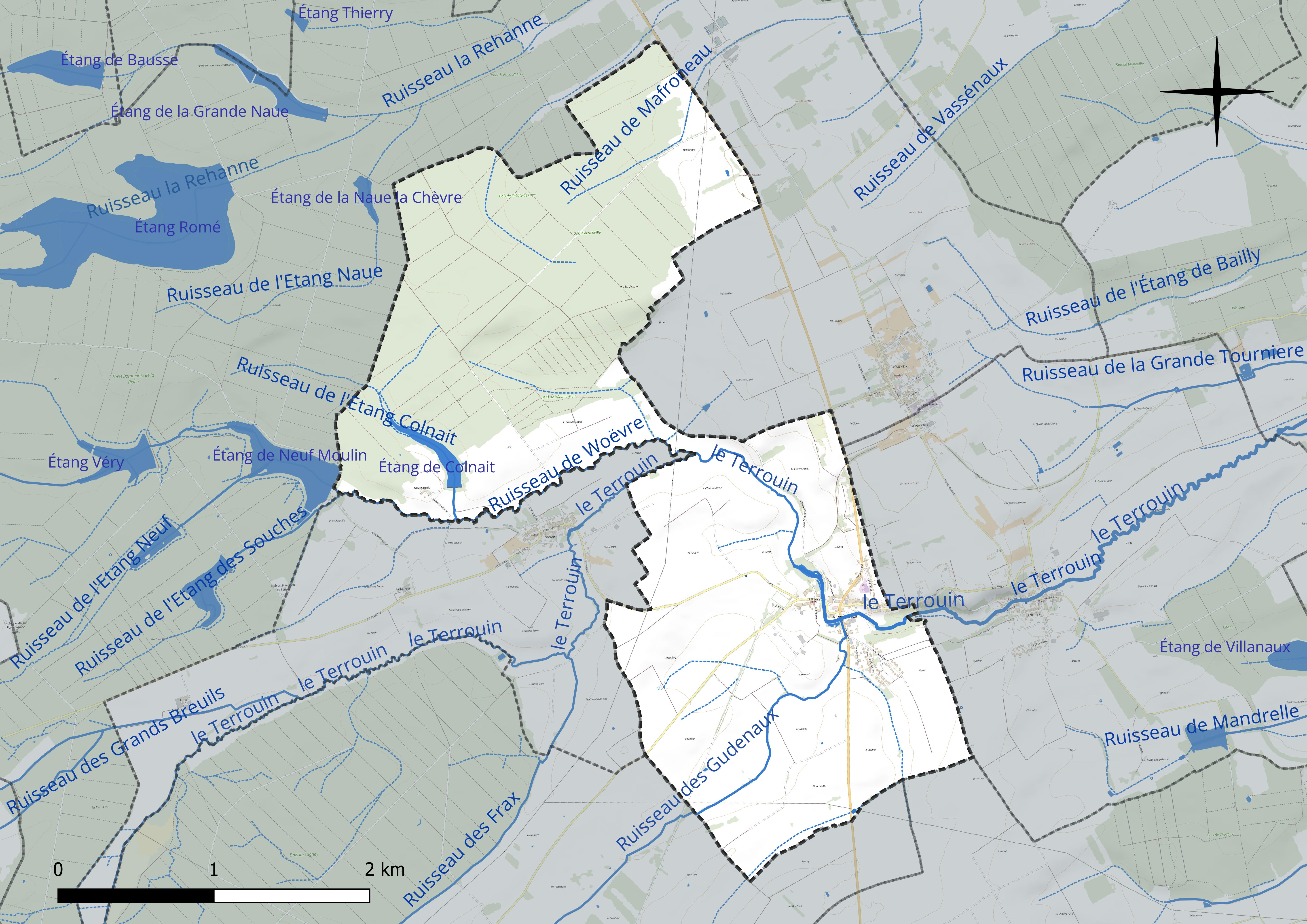
Réseau hydrographique de Ménil-la-Tour.

Un plan d'eau complète le réseau hydrographique : l'étang de Colnait (4,2 ha),.

#### Gestion et qualité des eaux
Le territoire communal est couvert par le schéma d'aménagement et de gestion des eaux (SAGE) « Rupt de Mad, Esch, Trey ». Ce document de planification concerne les bassins versants du Rupt de Mad, de l’Esch et du Trey. Le périmètre a été arrêté le 2 juin 2014, la commission locale de l'eau (CLE) a été créée le 20 juin 2017, puis modifiée le 26 mars 20210. La structure porteuse de l'élaboration et de la mise en œuvre est le Parc naturel régional de Lorraine. 
La qualité des cours d’eau peut être consultée sur un site dédié géré par les agences de l’eau et l’Agence française pour la biodiversité. 

### Climat
Pour des articles plus généraux, voir Climat du Grand Est et Climat de Meurthe-et-Moselle.
En 2010, le climat de la commune est de type climat des marges montargnardes, selon une étude du Centre national de la recherche scientifique s'appuyant sur une série de données couvrant la période 1971-2000. En 2020, Météo-France publie une typologie des climats de la France métropolitaine dans laquelle la commune est exposée à un climat océanique altéré et est dans la région climatique  Lorraine, plateau de Langres, Morvan, caractérisée par un hiver rude (1,5 °C), des vents modérés et des brouillards fréquents en automne et hiver. 
Pour la période 1971-2000, la température annuelle moyenne est de 9,6 °C, avec une amplitude thermique annuelle de 16,8 °C. Le cumul annuel moyen de précipitations est de 837 mm, avec 12,3 jours de précipitations en janvier et 9,3 jours en juillet. Pour la période 1991-2020, la température moyenne annuelle observée sur la station météorologique de Météo-France la plus proche, « Nonsard », sur la commune de Nonsard-Lamarche à 20 km à vol d'oiseau, est de 10,7 °C et le cumul annuel moyen de précipitations est de 690,8 mm. 
La température maximale relevée sur cette station est de 40,1 °C, atteinte le 25 juillet 2019 ; la température minimale est de −17 °C, atteinte le 1er mars 2005,,. 
Les paramètres climatiques de la commune ont été estimés pour le milieu du siècle (2041-2070) selon différents scénarios d'émission de gaz à effet de serre à partir des nouvelles projections climatiques de référence DRIAS-2020. Ils sont consultables sur un site dédié publié par Météo-France en novembre 2022.

## Urbanisme

### Typologie
Au 1er janvier 2024, Ménil-la-Tour est catégorisée commune rurale à habitat dispersé, selon la nouvelle grille communale de densité à sept niveaux définie par l'Insee en 2022.
Elle est située hors unité urbaine. Par ailleurs la commune fait partie de l'aire d'attraction de Nancy, dont elle est une commune de la couronne,. Cette aire, qui regroupe 353 communes, est catégorisée dans les aires de 200 000 à moins de 700 000 habitants,.

### Occupation des sols
L'occupation des sols de la commune, telle qu'elle ressort de la base de données européenne d’occupation biophysique des sols Corine Land Cover (CLC), est marquée par l'importance des territoires agricoles (58,1 % en 2018), en diminution par rapport à 1990 (59 %). La répartition détaillée en 2018 est la suivante : forêts (38,2 %), terres arables (29,4 %), prairies (28,2 %), zones urbanisées (3,7 %), zones agricoles hétérogènes (0,6 %). L'évolution de l’occupation des sols de la commune et de ses infrastructures peut être observée sur les différentes représentations cartographiques du territoire : la carte de Cassini (XVIIIe siècle), la carte d'état-major (1820-1866) et les cartes ou photos aériennes de l'IGN pour la période actuelle (1950 à aujourd'hui).

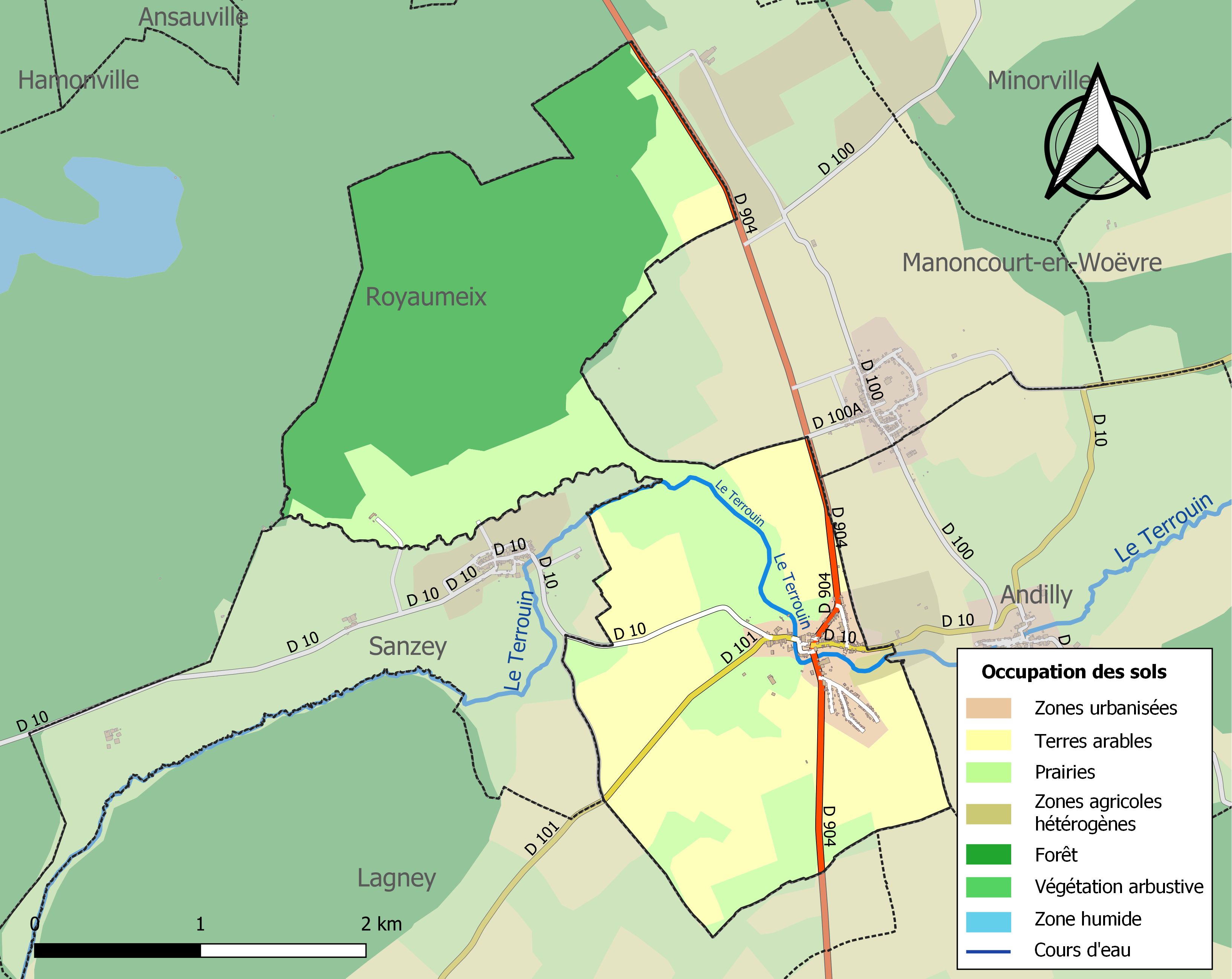
Carte des infrastructures et de l'occupation des sols de la commune en 2018 (CLC).

## Toponymie
Mansile (1168-1193), Manis (1270), Manillum (1384) et Mesnil-lès-Toul (1594), sont les différentes graphies du toponyme rencontrées dans le Dictionnaire topographique du département de la Meurthe.
Une étymologie populaire rattache souvent le toponyme Mesnil ou Ménil au terme moulin : c'est en réalité l'un des nombreux mots désignant un village au Haut Moyen Âge (cf. Du Cange sous mansionile et l'article Mesnil). Lorsque le terme n’est pas précédé d’un anthroponyme, il s’agit d’une fondation des Xe – XIIe siècles. En l’occurrence, Ménil  apparaît sous la forme Masnil (Ma(ns)ile ?) en 1168/1193.

## Histoire

### Périodes historiques et préhistoriques
Le territoire de Mesnil en périphérie du massif de la Reine fut sans doute occupé très tôt dans l'histoire ainsi que l’évoquent les traces archéologiques mentionnées par J. Beaupré :
«Sur le plateau de Haye, vers Andilly, on a trouvé des haches, des poteries, des ossements et différents objets, dont une bague déposée au Musée Lorrain.Un carrier a recueilli, dans une sépulture, des ossements accompagnés d'un vase en terre, en forme de burette, des pierres sculptées et des clous. Restes d'une voie allant du Sud au Nord à l'extrémité orientale du territoire. Un embranchement s'en détachait, allant vers la Meuse, par Sanzey et Boucq (Fig. 1)»

### Moyen Âge

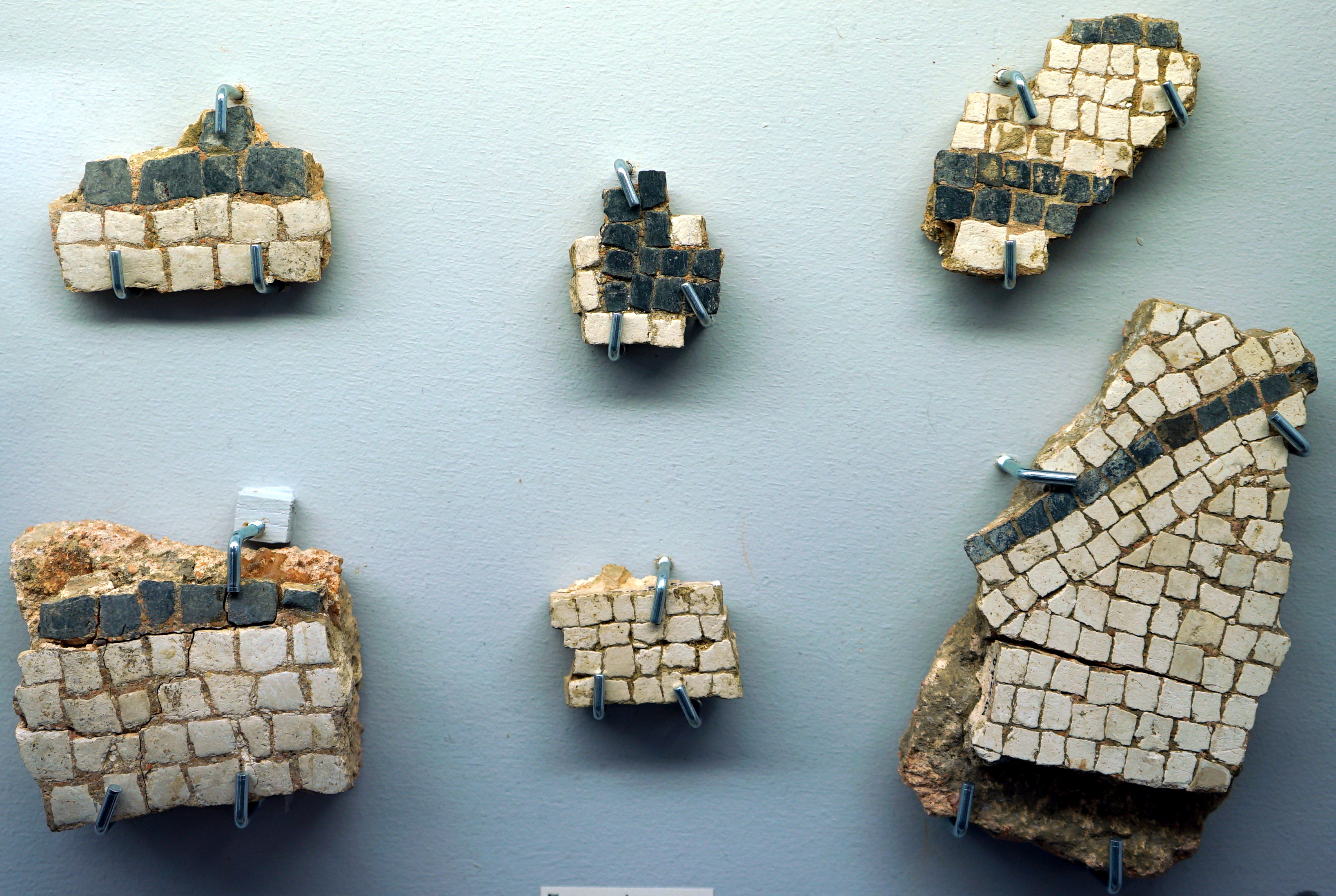
Fragments de mosaïque provenant de la villa de Royaumeix.

La nécropole fouillée entre 1896 et 1979, au lieu-dit le Trou de l'Enfer, classé au nombre des sites d'inhumation de la période mérovingienne, indiquerait une fondation du village à cette période, ou du moins une réoccupation d'un site périphérique des grandes villas du haut-empire de Royaumeix.
Il semble d'ailleurs que le village ait eu une histoire commune avec la commune de Sanzey qui porta un temps le nom de Sanzé-Lez-Ménil-La-Tour.
Ménil-la-Tour, qui est une ancienne seigneurie possédée par les barons de Vigneulles, descendants des seigneurs de Pouilly et de Gorcy, aux XVIe et XVIIe siècles[réf. souhaitée], était autrefois un franc-alleu, plus tard érigé en baronnie-pairie de l'évêché de Toul, ainsi que le précise Henri Lepage :
« C'était une haute-justice, avec fourches patibulaires, au lieu-dit la Justice, entre Ménil-la-Tour et Bouvron. Les armoiries des seigneurs du lieu étaient d'argent à trois chevrons de gueules, accompagnés de neuf hermines. Près de l'église, ferme qui était autrefois la maison seigneuriale, dont les murs, très-épais, sont percés de barbacanes; elle remonte à plusieurs siècles, et c'est sur l'emplacement de ce vaste bâtiment qu'était, selon toute apparence, bâti le château ou la tour qui a valu à la localité le nom de Ménil-la-Tour; du reste, la tradition conserve à cette construction le nom de Château et celui de Cour-du-Château à la plate-forme qui précède la maison ».
Il indique toutefois au sujet des seigneurs de Ménil :
« Cette terre appartint très-longtemps à la famille de Chérisey, dont une branche en prit le nom au XVIIe siècle, et s'éteignit dans les Aspremont, les Serocourt et les La Vallée-Rarecourt-Pimodan. »

### Époque moderne

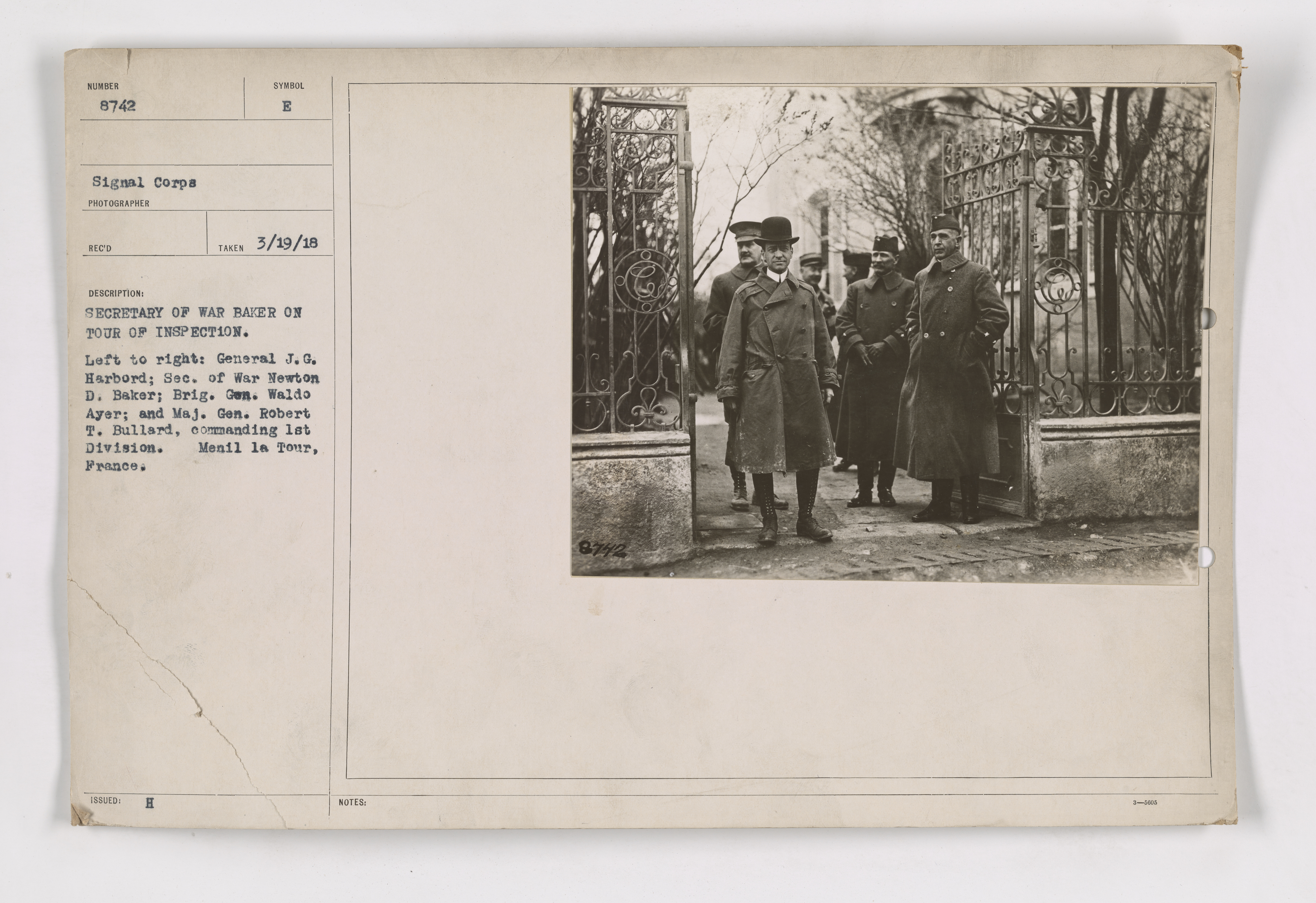
Le secrétaire d’État à la Guerre Baker en tournée d'inspection sur le secteur de Mesnil-la-Tour avec Robert Lee Bullard.

Durant la Première Guerre mondiale, le 15 janvier 1917, une brigade (2 régiments) et la totalité de l'artillerie de la  1re DIUS sont intégrées à la 1re armée française. Elle relève la Division Marocaine dans le secteur situé dans la commune et à Royaumeix. Le premier tué est enregistré le 19, les pertes vont devenir quasi quotidiennes à partir de fin janvier et augmenteront progressivement avec l'intensification de l'activité ennemie jusque fin février, se montant à 24 tués, 30 blessés, 2 intoxiqués (gaz) et 13 disparus pour la seule journée du 28 janvier.

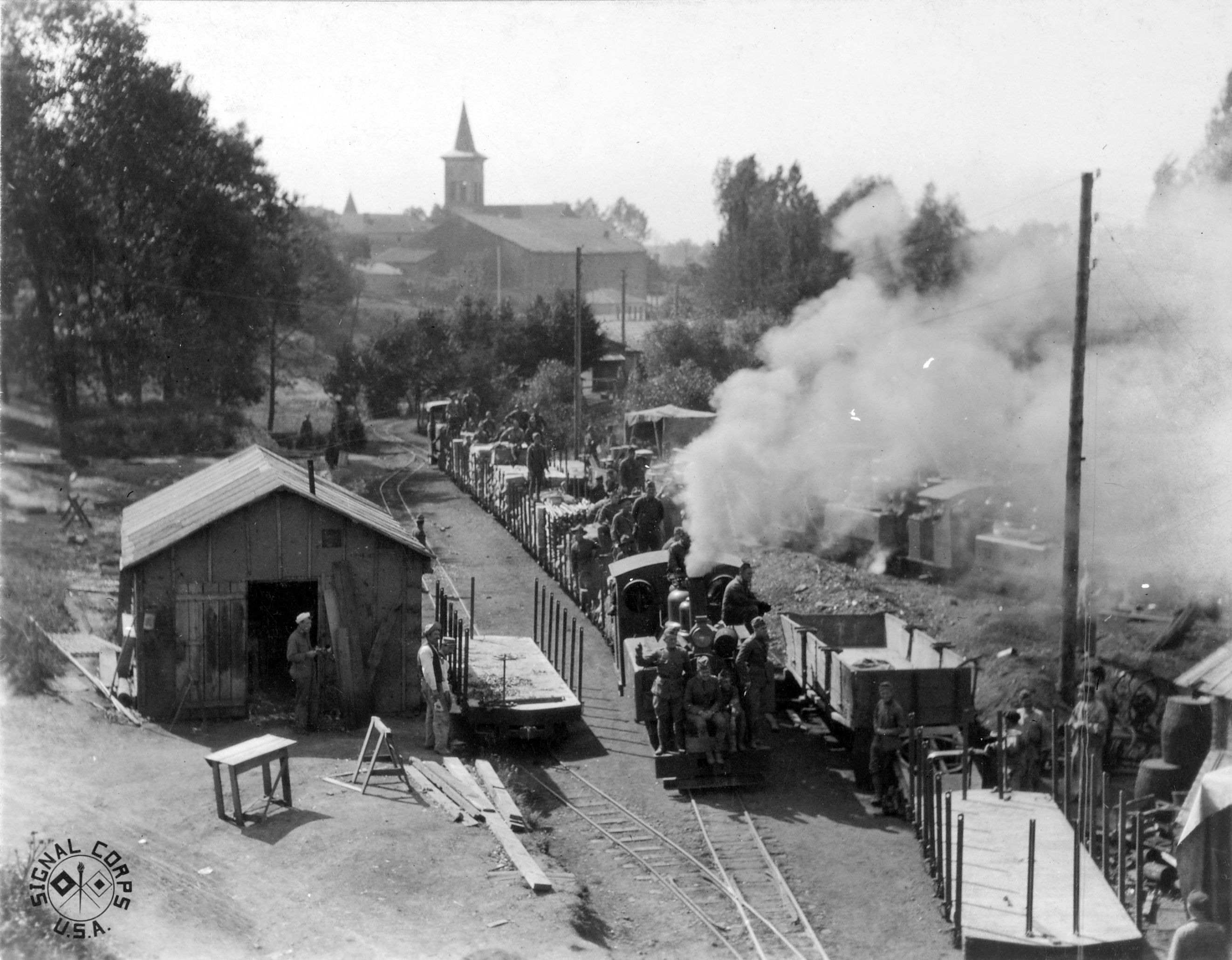
Les installations ferroviaires américaines.

Un centre de logistique ferroviaire est installé près du bourg par les forces américaines, le Signal Corps N° 17508 en 1917. Un réseau de chemin de fer construit à l'écartement de 600mm, permet au forces américaines d'assurer le transport des troupes, des vivres et des munitions. Tout le matériel fixe (voies, aiguillages) et roulant (locomotives, wagons) provient des Etats-Unis.

## Politique et administration
| Période                                  | Période                     | Identité                                          | Étiquette | Qualité      |
| ---------------------------------------- | --------------------------- | ------------------------------------------------- | --------- | ------------ |
| Les données manquantes sont à compléter. |                             |                                                   |           |              |
| mars 2001                                | mars 2008                   | Alain Burte                                       |           |              |
| mars 2008                                | En cours (au 09 avril 2025) | Bernard Depaillat, Réélu pour le mandat 2020-2026 |           | Ancien cadre |

## Population et société

### Démographie
L'évolution du nombre d'habitants est connue à travers les recensements de la population effectués dans la commune depuis 1793. Pour les communes de moins de 10 000 habitants, une enquête de recensement portant sur toute la population est réalisée tous les cinq ans, les populations de référence des années intermédiaires étant quant à elles estimées par interpolation ou extrapolation. Pour la commune, le premier recensement exhaustif entrant dans le cadre du nouveau dispositif a été réalisé en 2005.

En 2022, la commune comptait 342 habitants, en évolution de +0,88 % par rapport à 2016 (Meurthe-et-Moselle : −0,13 %, France hors Mayotte : +2,11 %).
| 1793 | 1800 | 1806 | 1821 | 1831 | 1836 | 1841 | 1846 | 1851 |
| ---- | ---- | ---- | ---- | ---- | ---- | ---- | ---- | ---- |
| 245  | 203  | 300  | 281  | 300  | 355  | 375  | 381  | 354  |

| 1856 | 1861 | 1872 | 1876 | 1881 | 1886 | 1891 | 1896 | 1901 |
| ---- | ---- | ---- | ---- | ---- | ---- | ---- | ---- | ---- |
| 282  | 294  | 309  | 309  | 301  | 279  | 271  | 257  | 258  |

| 1906 | 1911 | 1921 | 1926 | 1931 | 1936 | 1946 | 1954 | 1962 |
| ---- | ---- | ---- | ---- | ---- | ---- | ---- | ---- | ---- |
| 253  | 247  | 236  | 200  | 199  | 198  | 219  | 168  | 175  |

| 1968 | 1975 | 1982 | 1990 | 1999 | 2005 | 2006 | 2010 | 2015 |
| ---- | ---- | ---- | ---- | ---- | ---- | ---- | ---- | ---- |
| 165  | 166  | 204  | 272  | 301  | 297  | 295  | 313  | 336  |

| 2020 | 2022 | - | - | - | - | - | - | - |
| ---- | ---- | - | - | - | - | - | - | - |
| 337  | 342  | - | - | - | - | - | - | - |

## Économie
H. Lepage indique dans son dictionnaire topographique: «Surf. territ.: 881 hect.; 447 en terres lab., 79 en prés, 1 en vignes, 515 en bois. Pont de trois arches sur le Terrouin. Ecarts : la Folie; moulin à grains, tuilerie..»
ce qui confirme l'activité essentiellement agricole, très peu viticole, de la commune au XIXe siècle et la présence d'un moulin à blé.

### Secteur primaire ouAgriculture
Le secteur primaire comprend, outre les exploitations agricoles et les élevages, les établissements liés à l’exploitation de la forêt et les pêcheurs.
D'après le recensement agricole 2010 du Ministère de l'agriculture (Agreste), la commune de Ménil-la-Tour était majoritairement orientée sur la polyculture et le poly - élevage (auparavant même production) sur une surface agricole utilisée d'environ 136 hectares (en deçà de la surface cultivable communale) en forte baisse depuis 1988 - Le cheptel en unité de gros bétail s'est réduit de 522 à 95 entre 1988 et 2010. Il n'y avait plus que 2 exploitations agricoles ayant leur siège dans la commune employant 2 unités de travail.

## Culture locale et patrimoine

### Lieux et monuments
- Vestiges du château.
- Église Saint-Laurent XIXe : Christ aux liens en pierre.

### Héraldique
| Blason de Ménil-la-Tour | Blason  | D'argent à trois chevrons de gueules accompagnés de dix mouchetures d'hermine de sable 4, 3, 2 et 1. |
| Blason de Ménil-la-Tour | Détails | Armes de la famille seigneuriale de Ménil-la-Tour, d'ancienne chevalerie. Utilisé par la commune.    |